# Condado de San Isidro
El condado de San Isidro es un título nobiliario español creado el 8 de junio de 1750 por el rey Fernando VI de España para una importante familia criolla de Lima, dedicada al comercio, la minería y dueña de varias haciendas.

## Denominación
Su nombre hace referencia a San Isidro, santo que dio su nombre al primer titular.

## Condes de San Isidro
- I Isidro Gutiérrez de Cossío y Díaz de la Redonda, soltero, lo heredó su sobrino
- II Pedro Gutiérrez de Cossío y Gómez de la Madrid«» María Fernández de Celis y Los Reyes
- III Rosa María Gutiérrez de Cossío y Celis«» Jerónimo Angulo y Bernales
- IV María del Carmen Angulo y Gutiérrez de Cossío«» Joaquín Abarca y Gutiérrez de Cossío, sin descendencia, lo heredó su sobrino.
- V Isidro de Cortázar y Abarca«» Micaela de la Puente y Querejazu, sin descendencia, lo heredó su sobrino.
- VI Manuel Martínez de Campos y Cortázar«» Bárbara Obregón y de la Puente
- VII Elisa Martinez de Campos y Obregón«» Leopoldo Werner y Wolf
- VIII Leopoldo Werner y Martínez de Campos«» Carmen Bolin y Cámara
- IX Leopoldo Werner y Bolin«» Concepción Heredia y Benito
- X Leopoldo Werner y Heredia«» Peggy Benjumea y Du Bois
- XI Leopoldo Werner y Benjumea